# Antonio Beltran
Pour les articles homonymes, voir Beltran.
Pas d'image ? Cliquez ici

a Compétitions nationales et continentales officielles uniquement.

b Matchs officiels uniquement.
Dernière mise à jour le 8 octobre 2022.

Antonio Beltran Rodriguez, né le 20 juin 1981 à Séville (Espagne), est un joueur de rugby à XV, qui joue avec l'équipe d'Espagne évoluant au poste de demi de mêlée (1,77 m pour 80 kg).

## Statistiques en équipe nationale
Il a eu sa première cape internationale en novembre 2001 à l’occasion d’un match contre l'équipe d'Afrique du Sud A de rugby à XV.
- 16 sélections avec l'équipe d'Espagne.
- Sélections par année : 1 en 2001, 2 en 2002, 4 en 2003, 4 en 2004, 3 en 2005, 1 en 2006 et 1 en 2007.